# Hrušeň planá v Žamberku
Hrušeň planá v Žamberku byl památný strom hrušeň planá (Pyrus pyraster). Dnes již zaniklý strom uvádí František Hrobař v publikaci Staré a památné stromy na Žambersku, Králicku a Rokytnicku v Orlických horách. Strom se nacházel u pole v louce u silnice směrem k nádraží v Žamberku, chráněn byl její majitelkou Hermínou Válkovou, chotí soudního rady z Pardubic, později byl veden jako Strom chráněný státem. Jak uvádí František Hrobař ve své publikaci, vydané v roce 1949, strom měl dutý kmen, vyplněný cementovou plombou, ve výši 1,78 m rozdvojený, obvod kmene měl 2,40 m, výšku 13 m a stáří 180 - 200 let. 

V roce 1979 byl strom po velké bouři vážně poškozen a proto byl z bezpečnostních důvodů preventivně odstraněn.

## Stromy v okolí
- Buk lesní stříhanolistý v Žamberku